# Калачов Дмитро Олександрович
Дмитро Олександрович Калачов (рос. Дмитрий Александрович Калачёв; 2 квітня 1978, Уфа, Росія) — російський хокеїст, правий нападник. Виступає за ХК «Челни» у Російській хокейній лізі. Майстер спорту.
Вихованець хокейної школи «Салават Юлаєв» (Уфа). Виступав «Салават Юлаєв» (Уфа), «Олімпія» (Кірово-Чепецьк), «Рубін» (Тюмень), «Мечел» (Челябінськ), «Динамо-Енергія» (Єкатеринбург), «Кедр» (Новоуральськ), «Керамін» (Мінськ), ХК «Брест», «Німан» (Гродно), «Металург» (Жлобин), «Челни», «Кристал» (Саратов)
Досягнення
- Бронзовий призер чемпіонату Білорусі (2009, 2011)
- Фіналіст Континентального кубка (1998)
- Фіналіст Кубка Білорусі (2010)
- Чемпіон Росії серед молодіжних команд (1995).